# Petrojet Football Club
Maillots
Actualités
Le PetroJet Football Club (en arabe : نادي بتروجيت الرياضي), plus couramment abrégé en PetroJet, est un club égyptien de football fondé en 1980 et basé dans la ville de Suez.
Fondé et détenue par la compagnie pétrolière égyptienne PetroJet, l'équipe évolue régulièrement en 1re division du Championnat d'Égypte de football.

## Histoire
Le club est promu pour la première fois en première division depuis sa création pour la saison 2006-07, et c'est depuis cette saison qu'ils évoluent désormais dans la ville de Suez.

## Stade
Au départ de la création du club, l'équipe commence à évoluer au Caire dans le Stade International fort de 74 000 places. Mais ce stade mythique accueillant déjà les matchs de l'équipe d'Egypte, d'Al Ahly SC et du Zamalek SC, le club finit par déménager après sa montée en première division dans le stade de la ville de Suez, le Suez Stadium, doté de 25 000 places.

## Meilleures performances
| Compétitions nationales                                                                       |
| --------------------------------------------------------------------------------------------- |
| - Championnat d'Égypte : - 3e place : 2008-09. - Coupe d'Égypte : - Demi-finaliste : 2008-09. |

## Personnalités du club

### Joueurs célèbres
Ahmed Sabaan
(voir aussi Catégorie:Joueur du Petrojet FC)